# 200-km-Rennen von Keimola 1971

Streckenlayout des Keimolan Moottoristadion

Das 200-km-Rennen von Keimola 1971, auch Finish Grand Prix, Keimola, fand am 22. August auf dem Keimolan Moottoristadion statt und war der fünfte Wertungslauf der Interserie dieses Jahres.

## Das Rennen
Zum zweiten Mal nach 1970 fand in Finnland ein Rennen zur Interserie statt. Leo Kinnunen dominierte in seinem Porsche 917 Spyder die Veranstaltung, gewann beide Wertungsläufe und siegte in der Gesamtwertung vor Peter Gethin im McLaren M8E. Dritter wurde Helmut Kelleners, der einen March 717 fuhr.

## Ergebnisse

### Schlussklassement
| 1           | Gr. 7 | 11 | A.A.W. Racing Team      | Leo Kinnunen     | Porsche 917 Spyder | 70 |
| 2           | Gr. 7 | 33 | Sid Taylor Team Castrol | Peter Gethin     | McLaren M8E        | 70 |
| 3           | Gr. 7 | 3  | Felder Racing Team      | Helmut Kelleners | March 717          | 70 |
| 4           | Gr. 7 |    | Jürgen Neuhaus          | Jürgen Neuhaus   | Porsche 917 Spyder | 69 |
| 5           | Gr. 7 |    | Gesipa Racing Team      | Michel Weber     | Porsche 917 Spyder | 69 |
| 6           | Gr. 7 |    | Heimken Automobile      | Alexander Nolte  | Porsche 908        | 64 |
| 7           | Gr. 7 |    | Racing Team VDS         | Teddy Pilette    | McLaren M8E        |    |
| Ausgefallen |       |    |                         |                  |                    |    |
| 8           | S 2.0 |    | GS-Tuning               | Dieter Basche    | Lola T212          |    |

### Nur in der Meldeliste
Hier finden sich Teams, Fahrer und Fahrzeuge, die ursprünglich für das Rennen gemeldet waren, aber aus den unterschiedlichsten Gründen daran nicht teilnahmen.
| Pos. | Klasse | Nr. | Team             | Fahrer       | Chassis     |
| ---- | ------ | --- | ---------------- | ------------ | ----------- |
| 9    | Gr. 7  |     | Ecurie Evergreen | Chris Craft  | McLaren M8E |
| 10   | Gr. 7  |     |                  | Brian Redman | BRM P167    |

### Klassensieger
| Klasse | Fahrer                  | Fahrzeug           | Platzierung im Gesamtklassement |
| ------ | ----------------------- | ------------------ | ------------------------------- |
| Gr. 7  | Leo Kinnunen            | Porsche 917 Spyder | Gesamtsieg                      |
| S 2.0  | kein Teilnehmer im Ziel |                    |                                 |

### Renndaten
- Gemeldet: 10
- Gestartet: 8
- Gewertet: 7
- Rennklassen: 2
- Zuschauer: 25000
- Wetter am Renntag: trocken
- Streckenlänge: 3,300 km
- Fahrzeit des Siegerteams: 1:26:07,190 Stunden
- Gesamtrunden des Siegerteams: 70
- Gesamtdistanz des Siegerteams: 231,000 km
- Siegerschnitt: unbekannt
- Pole Position: Leo Kinnunen – Porsche 917 Spyder (#11) – 1:12,780
- Schnellste Rennrunde: Leo Kinnunen – Porsche 917 Spyker (#11) – 1:22,640 = 163,550 km/h
- Rennserie: 5. Lauf zur Interserie 1971